# Bryonora curvescens
Bryonora curvescens är en lavart som först beskrevs av Mudd, och fick sitt nu gällande namn av Poelt. Bryonora curvescens ingår i släktet Bryonora och familjen Lecanoraceae.  Arten är reproducerande i Sverige. Inga underarter finns listade i Catalogue of Life.